# Glochidion mandakatense
Glochidion mandakatense là một loài thực vật có hoa trong họ Diệp hạ châu. Loài này được Kalita & Borthakur mô tả khoa học đầu tiên năm 2006.